# Sint-Laurentiusabdij

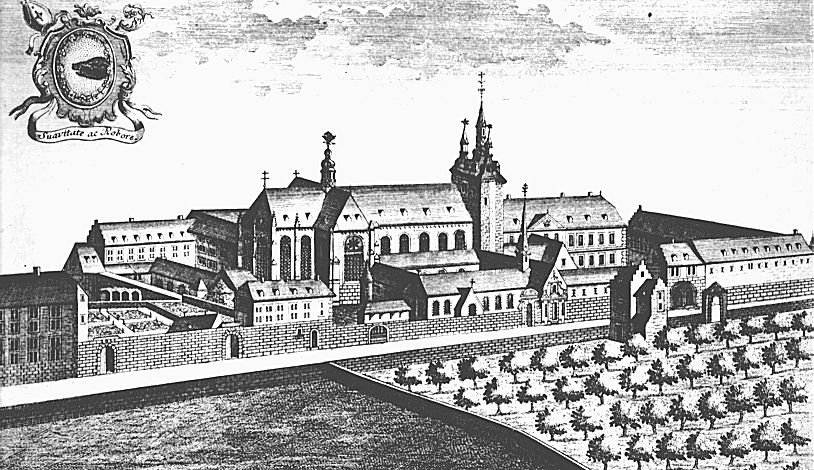
Sint-Laurentiusabdij in de 18e eeuw, gravure van Remacle Leloup

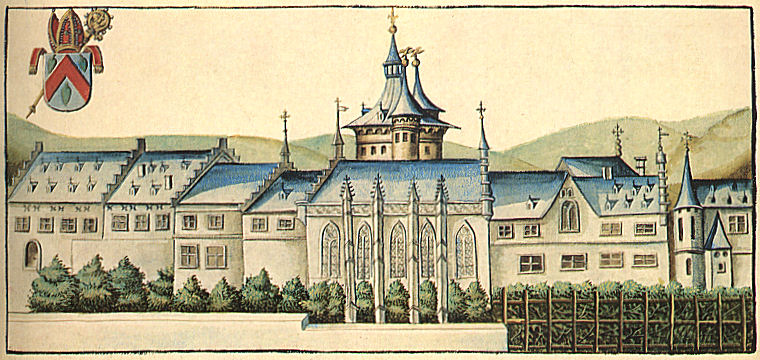
De abdij in de 16e eeuw

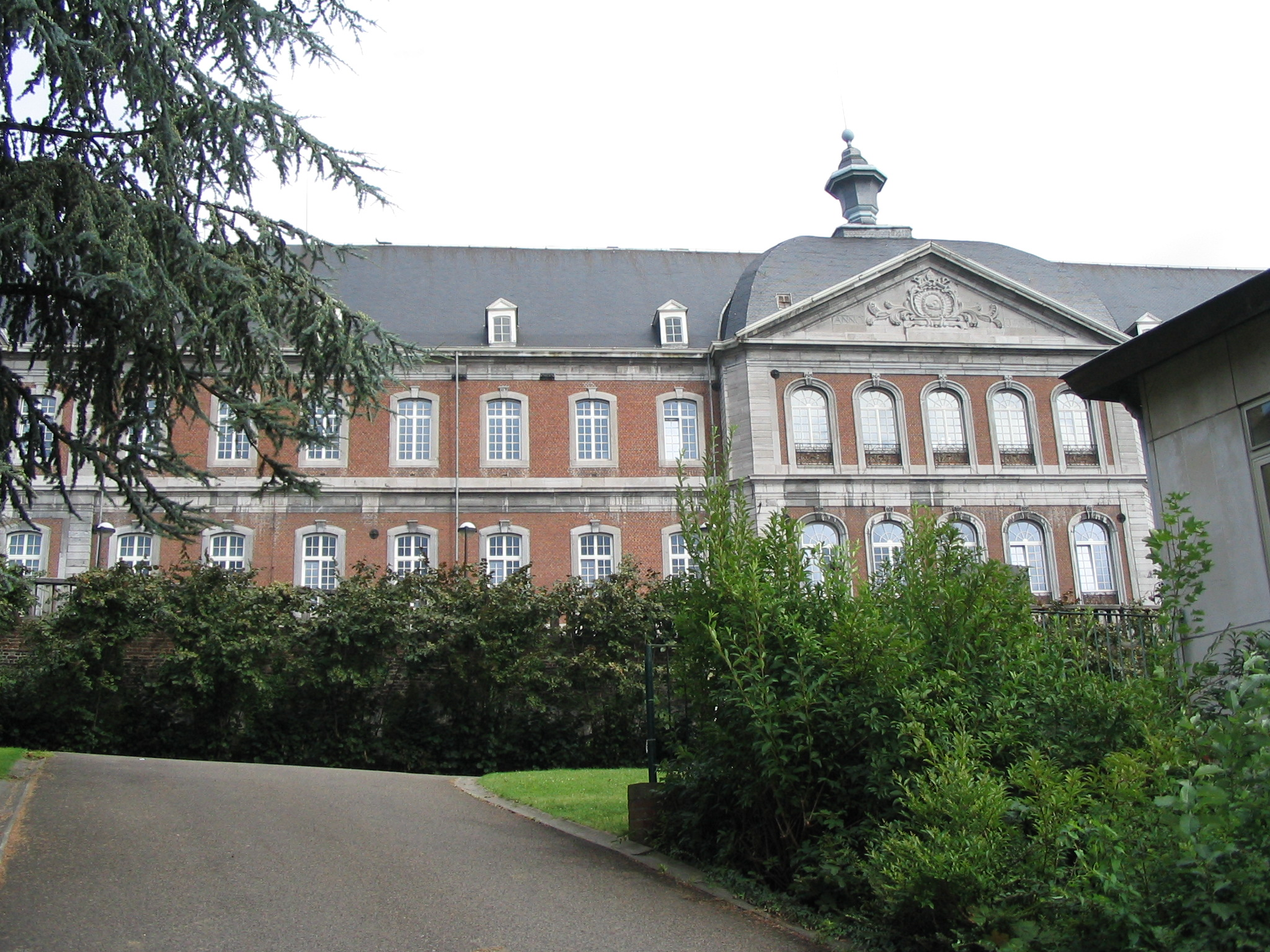
Het voormalig abtenpaleis langs de binnenzijde

De Sint-Laurentiusabdij (Frans: Abbaye Saint-Laurent de Liège) was een benedictijnenabdij te Luik, gelegen aan de Rue Saint-Laurent. De abdij was gelegen op een strategische plaats bij de stad en had daardoor regelmatig onder oorlogsgeweld. De abdij werd afgeschaft in de Franse tijd en de abdijkerk werd afgebroken. Wat restte van de kloostergebouwen werd omgevormd tot militair hospitaal en kazerne.

## Geschiedenis
Omdat de stichtingsakten ontbreken weet men niet precies wanneer deze abdij gesticht is, mogelijk geschiedde dit door bisschop Heraclius van Luik omstreeks 968. Het duurde echter geruime tijd, tot omstreeks 1020 of later, voor de abdijgebouwen gereed waren. De abdijkerk werd ingewijd in 1034 door Luiks prins-bisschop Reginard. De abdij werd gebouwd op de linkeroever van de Maas op de plaats Publémont, die juist buiten de stadsmuren lag. De abdij verwierf de inkomsten uit landbouwdomeinen in de omgeving van Luik.
De eerste zes monniken waren afkomstig uit de Franse abdij van St. Vanne (Verdun). In 1034 telde de gemeenschap al dertig monniken en gedurende haar bestaan schommelde het aantal monniken rond de twintig. De abdij, die de regel van de Abdij van Cluny overnam, heeft vanaf de 11e eeuw veel bijgedragen aan kunst en wetenschap. In de 12e eeuw waren de theoloog Rupert en de historicus Renier actief in de abdij. De abdij had ook een school voor de lokale jeugd. In 1212 werd de abdij zwaar beschadigd tijdens de gevechten tussen Luikse milities en het hertogdom Brabant. Na de troebelen, die 13 jaar duurden, werd de abdij herbouwd, maar op geestelijk gebied volgde een tijd van verval.
De tucht en de financiële toestand waren hersteld onder abt Hendrik Ade (1404-1434). In de 15e eeuw volgde zo een heropleving en leverde de abdij beroemde kroniekschrijvers, in het bijzonder Jean de Stavelot en Adriaan Oudenbosch, de jurist Lambert van Stipite en de schilder Jan Peeks. 
In 1483 werd de abdij deels in brand gestoken door aanhangers van de latere prins-bisschop Everhard van der Marck als wraak omdat de abdij Bourgondiërs had opgevangen. In 1568 werd de abdij geplunderd door de troepen van Willem van Oranje. Veel van de gebouwen werden verwoest, enkel de bibliotheek bleef gespaard. De abdij werd herbouwd onder abten Hendrik Natalis (1558-1577) en Oger van Loncin (1586-1633). In 1649 werd de abdij opnieuw beschadigd bij oorlogsgeweld bij interne Luikse twisten tussen Chiroux en Grigoux. Onder abt Gregorius Lambor (1718-1760)  volgde een grote restauratie naar plannen van architect Barthélémy Digneffe.
In 1789 begon de Luikse Revolutie en in 1792 marcheerden de Franse troepen de stad binnen. De abdij werd omgevormd tot militair hospitaal. In 1793 kwamen de Oostenrijkse troepen in Luik, en kregen de monniken hun abdij weer, die echter geheel onttakeld was. Als gevolg van de Slag bij Fleurus bezetten de Fransen de stad weer en werd het militair hospitaal weer ingericht (Hôpital Saint-Laurent). De schatten van de abdij werden goeddeels geroofd. Zo werd de bibliotheek met 4.300 boekwerken verspreid in 1795. In 1796 werden de kloosters door de Fransen afgeschaft. De vervallen abdijkerk werd in 1808 afgebroken en in 1818 volgde de kleinere Sint-Gertrudiskerk die dienst deed als kapel.
In de roerige jaren die volgden werd de abdij onder meer ingericht als kazerne en militaire gevangenis, om in 1830 door de regering van de nieuwe Belgische staat definitief als militair hospitaal te worden aangewezen. In 1839 arriveerden de Zusters augustinessen van Godshuizen van Parijs. Er werd een klooster voor hen gebouwd op het abdijterrein en zij bleven tot 1970 de zieken verzorgen.
In 1893 werd een artilleriekazerne op het terrein gebouwd en een groot deel der abdijgebouwen werd gesloopt.

## Gebouwen

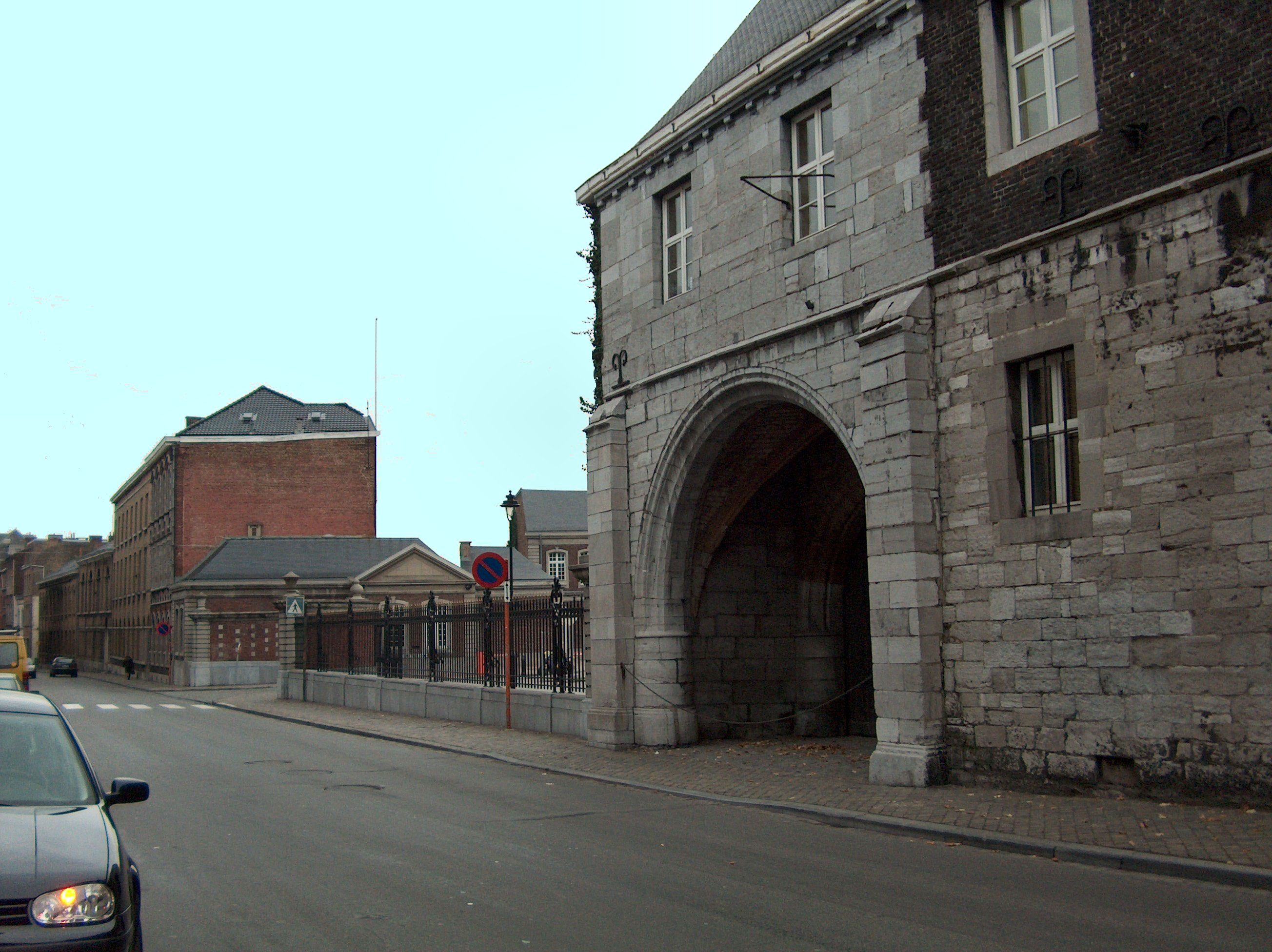
Het 15e-eeuwse poortgebouw

### Kerken
De voormalige abdijkerk bevond zich achter de grootste van de twee kloostervierhoeken. De vierkanten toren in romaanse stijl dateerde uit de 11e eeuw en was bekroond met drie spitsen. Het koor van de kerk was in 1568 herbouwd in gotische stijl. 
De kleinere Sint-Gertrudiskerk bevond zich aan de achterzijde van het abdijterrein. Onder het ancien regime deed ze dienst als parochiekerk en daarna als kapel, tot ze werd afgebroken in 1818.

### Kloostergebouwen
Het klooster bestond uit twee vierhoeken. De zuidelijke vierhoek bestond uit de refter (later ontvangstzaal van het militair hospitaal), een torentje en het abtenpaleis. Een ruime en heldere kloostergang uit de 18e eeuw verbond de kerk, de refter en de kapittelzaal.
Het abtenpaleis gaat terug tot de 16e eeuw. In 1724 volgde een restauratie en werd er een voorbouw in Lodewijk XIII-stijl toegevoegd. In 1754 werd er in het paleis een eretrap met gietijzeren trapleuning gebouwd in Lodewijk XIV-stijl ontworpen door Barthélémy Digneffe.
Het poortgebouw werd tussen 1434 en 1459 opgetrokken in gotische stijl. Het ging verloren maar werd in 1893 naar oorspronkelijke plannen heropgebouwd. Het deed daarna tot 1944 dienst al hoofdingang. Er waren twee aparte toegangspoorten, een voor karren en een voor voetgangers. 